# Oxypoda fustiger
Oxypoda fustiger är en skalbaggsart som beskrevs av Thomas Casey 1893. Oxypoda fustiger ingår i släktet Oxypoda och familjen kortvingar. Inga underarter finns listade i Catalogue of Life.